# Tubac
Tubac és una concentració de població designada pel cens dels Estats Units a l'estat d'Arizona. Segons el cens del 2000 tenia 949 habitants.

## Demografia
Segons el cens del 2000, Tubac tenia 949 habitants, 481 habitatges, i 303 famílies La densitat de població era de 44,8 habitants/km².
Dels 481 habitatges en un 12,5% hi vivien nens de menys de 18 anys, en un 59,3% hi vivien parelles casades, en un 2,9% dones solteres, i en un 36,8% no eren unitats familiars. En el 32,6% dels habitatges hi vivien persones soles el 21% de les quals corresponia a persones de 65 anys o més que vivien soles. El nombre mitjà de persones vivint en cada habitatge era d'1,97 i el nombre mitjà de persones que vivien en cada família era de 2,45.
Per edats la població es repartia de la següent manera: un 12,3% tenia menys de 18 anys, un 2,5% entre 18 i 24, un 12,1% entre 25 i 44, un 37,8% de 45 a 60 i un 35,2% 65 anys o més.
L'edat mediana era de 58 anys. Per cada 100 dones de 18 o més anys hi havia 89,5 homes.
La renda mediana per habitatge era de 39.444 $ i la renda mediana per família de 59.375 $. Els homes tenien una renda mediana de 36.528 $ mentre que les dones 30.268 $. La renda per capita de la població era de 46.643 $. Aproximadament el 2,1% de les famílies i el 6,6% de la població estaven per davall del llindar de pobresa.

## Poblacions més a prop
El següent diagrama mostra les poblacions més a prop.